# KC Lightfoot
KC Lightfoot, född 11 november 1999 i Lee's Summit, Missouri, är en amerikansk friidrottare som tävlar i stavhopp. Lightfoot är en del av "6-metersklubben", då han hoppade 6,00 meter i februari 2021 vid en tävling i Lubbock, USA. Den 2 juni 2023 satte han amerikanskt rekord genom att hoppa 6,07 meter på Vanderbilt Track i Nashville, Tennessee.

## Karriär

### 2021
Lightfoot fick sitt stora genombrott under inomhussäsongen 2021. Den 16 januari hoppade han 5,94 meter vid en collegetävling i Lubbock, vilket var en förbättring med 11 centimeter på hans personbästa. Hoppet blev även ett nytt collegerekord samt världsårsbästa. Lightfoot fortsatte sedan månaden med att visa styrkebesked genom att hoppa 5,90 meter vid en tävling i College Station och 5,95 meter vid en ny tävling i Lubbock. Den 13 februari hoppade Lightfoot 6,00 meter vid ytterligare en tävling i Lubbock och blev blott den 25:e stavhopparen genom tiderna att klara höjden. Han vann totalt sex tävlingar i rad under inomhussäsongen med hopp över 5,90 meter.
I början av utomhussäsongen valde Lightfoot att bli professionell och slutade som collegeidrottare i förtid. I juni 2021 vid de amerikanska OS-uttagningarna slutade Lightfoot på delad andraplats med Sam Kendricks med ett personbästa utomhus på 5,85 meter och kvalificerade sig för OS i Tokyo. Vid OS slutade han på delad fjärdeplats i stavhoppstävlingen med ett hopp på 5,80 meter. I september 2021 vid Hanžeković Memorial i Zagreb satte Lightfoot ett nytt tävlingsrekord samt personbästa utomhus efter ett hopp på 5,87 meter.

### 2022–
I februari 2022 tog Lightfoot silver vid de amerikanska inomhusmästerskapen med ett hopp på 5,86 meter och blev endast besegrad av Chris Nilsen. Följande månad vid inomhus-VM i Belgrad slutade Lightfoot på 10:e plats i stavhoppstävlingen efter att överraskande nog rivit ut sig på 5,75 meter.

## Tävlingar

### Internationella
| År                     | Tävling                   | Plats                  | Placering              | Gren                   | Distans                |
| Tävlande för Frankrike | Tävlande för Frankrike    | Tävlande för Frankrike | Tävlande för Frankrike | Tävlande för Frankrike | Tävlande för Frankrike |
| ---------------------- | ------------------------- | ---------------------- | ---------------------- | ---------------------- | ---------------------- |
| 2019                   | Världsmästerskapen        | Doha, Qatar            | 15:e (kval)            | Stavhopp               | 5,60 meter             |
| 2021                   | Olympiska sommarspelen    | Tokyo, Japan           | 4:e                    | Stavhopp               | 5,80 meter             |
| 2022                   | Inomhusvärldsmästerskapen | Belgrad, Serbien       | 10:e                   | Stavhopp               | 5,60 meter             |

### Nationella
| - Amerikanska friidrottsmästerskapen / Amerikanska OS-uttagningarna (utomhus): - 2019: Brons – Stavhopp (5,76 meter, Des Moines) - 2021: Silver – Stavhopp (5,85 meter, Eugene) | - Amerikanska friidrottsmästerskapen (inomhus): - 2022: Silver – Stavhopp (5,86 meter, Spokane) |

## Personliga rekord
| Utomhus - Stavhopp – 6,07 m (Nashville, 2 juni 2023)AR | Inomhus - Stavhopp – 6,00 m (Lubbock, 13 februari 2021) |